# Specials (Unicode)

REPLACEMENT CHARACTER

Specials è un blocco Unicode. È costituito da 7 caratteri compresi nell'intervallo U+FFF0-U+FFFF.
Include il carattere REPLACEMENT CHARACTER (U+FFFD) utilizzato in sostituzione di qualunque altro carattere proveniente da un'altra codifica che non corrisponde a nessun carattere Unicode noto.
Contiene inoltre due valori esadecimali a 16 bit che non corrispondono a nessun carattere Unicode: U+FFFE e U+FFFF. Il primo viene utilizzato per indicare un'inversione dell'ordine dei byte del carattere U+FEFF, ZERO WIDTH NO-BREAK SPACE (precedentemente noto come BYTE ORDER MARK).

## Tabella
| Codice | Carattere | Nome                              | Note                                               |
| ------ | --------- | --------------------------------- | -------------------------------------------------- |
| U+FFF9 | IAA       | INTERLINEAR ANNOTATION ANCHOR     |                                                    |
| U+FFFA | IAS       | INTERLINEAR ANNOTATION SEPARATOR  |                                                    |
| U+FFFB | IAT       | INTERLINEAR ANNOTATION TERMINATOR |                                                    |
| U+FFFC | OBJ       | OBJECT REPLACEMENT CHARACTER      |                                                    |
| U+FFFD | �         | REPLACEMENT CHARACTER             | da non confondere con ⯑ (U+2BD1, UNCERTAINTY SIGN) |
| U+FFFE |           | <not a character>                 |                                                    |
| U+FFFF |           | <not a character>                 |                                                    |

## Tabella compatta di caratteri

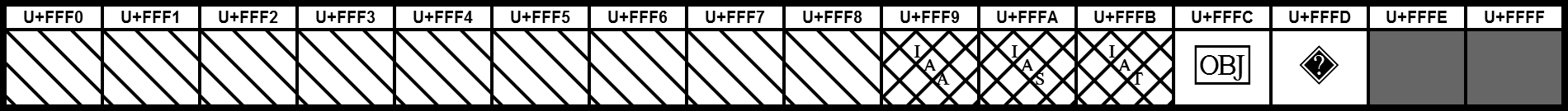
Specials

|     | 0 | 1 | 2 | 3 | 4 | 5 | 6 | 7 | 8 | 9    | A    | B    | C   | D | E | F |
| --- | - | - | - | - | - | - | - | - | - | ---- | ---- | ---- | --- | - | - | - |
| FFF |   |   |   |   |   |   |   |   |   | IA A | IA S | IA T | OBJ | � | � | � |